# Скоч (група)
Вижте пояснителната страница за други значения на Скоч.
„Скоч“ е италодиско група от 80-те години на XX век.
Представлява дуо или трио, състоящо се от Винс Ланчини (вокал), Фабио Маргути (клавишни) и Франц Ром (клавишни, програмиране) за втория албум Pictures Of Old Days.
„Скоч“ е хитова група за своето време. Най-известната ѝ песен е сингълът Disco Band от 1985 г., който се превръща в хит в Германия. Песента е адаптирана в България от трио „Спешен случай“ под заглавието „Кашлица“. И до днес много от популярните дискотечни хитове на „Скоч“ се ремиксират. Мелодията на нейната песен Take Me Up става основа на песента Got To Be Certain на Кайли Миноуг, превърнала се в международен хит.

## Класации
| Име          | Албум     | Страна    | Върхова позиция | Седмици в класацията |
| ------------ | --------- | --------- | --------------- | -------------------- |
| Mirage       | Best Of   | Швеция    | 2               | 5                    |
| Disco Band   | Evolution | Швейцария | 4               | 15                   |
| Delirio Mind | Best Of   | Швеция    | 5               | 5                    |
| Take Me Up   | Evolution | Франция   | 10              | 19                   |
| Money Runner | Best Of   | Норвегия  | 10              | 1                    |